# Roma Masters (golfe)
O Roma Masters foi um torneio masculino de golfe no PGA European Tour, que foi disputado no Castelgandolfo, em Roma, na Itália em 1992 e 1993. Em 1993, a premiação era pouco mais de trezentos mil euros, abaixo da média dentro do European Tour naquela época.

## Campeões
| Ano  | Campeão              | País    | Pontuação | Par | Margem  | Vice-campeão |
| ---- | -------------------- | ------- | --------- | --- | ------- | ------------ |
| 1993 | Jean van de Velde    | França  | 281       | –7  | Playoff | Greg Turner  |
| 1992 | José María Cañizares | Espanha | 286       | –2  | Playoff | Barry Lane   |